# Multiavoella
Multiavoella es un género de foraminífero bentónico considerado un sinónimo posterior de Neofusulinella de la subfamilia Schubertellinae, de la familia Schubertellidae, de la superfamilia Fusulinoidea, del suborden Fusulinina y del orden Fusulinida. Su especie tipo era Multiavoella guangxiensis. Su rango cronoestratigráfico abarcaba el Cisulariense (Pérmico inferior).

## Discusión
Clasificaciones más recientes incluirían Multiavoella en la superfamilia Schubertelloidea, y en la subclase Fusulinana de la clase Fusulinata.

## Clasificación
Multiavoella incluye a las siguientes especies:
- Multiavoella compacta †
- Multiavoella guangxiensis †
- Multiavoella guinanensis †
- Multiavoella orbicularia †